# سیارک ۴۲۶۶
سیارک ۴۲۶۶ (به انگلیسی: 4266 Waltari، نامگذاری:1940YE) چهار هزار و دویست و شصت و ششمین سیارک کشف شده‌است که در ۲۸ دسامبر ۱۹۴۰ کشف شد.
قدر مطلق سیارک برابر ۱۱٫۶۰ است.